# سكاند سوبر روبت وورز أورجينال جينريشن
سكاند سوبر روبت وورز أورجينال جينريشن (باليابانية: 第2次スーパーロボット大戦OG)، هي لعبة فيديو من نوع تقمص الأدوار التكتيكية، صدرت هذه اللعبة في الأسواق اليابانية بتاريخ 29 ديسمبر 2012، وتعمل حصراً لمنصة بلاي ستيشن 3.